# 필즈상

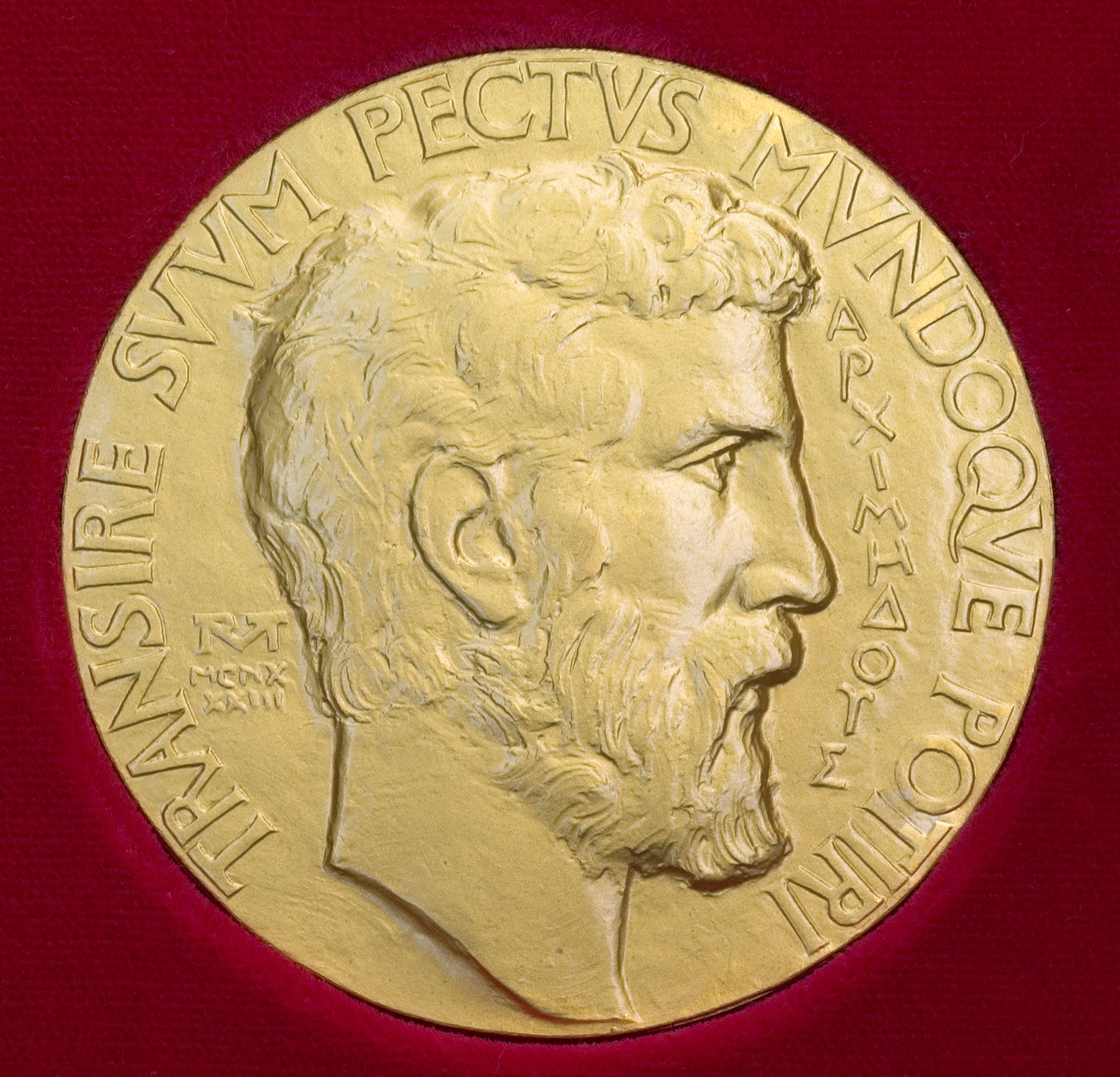
필즈상

필즈상(영어: Fields Medal) 또는 필즈 메달은 국제 수학 연맹(IMU)이 4년마다 개최하는 세계 수학자 대회(ICM)에서 수상 당시 40세 미만의 수학자들에게 수여하는 상이다. 2명 이상 4명 이하에게 수여되며 필즈상 수상은 수학자들에게 가장 큰 영예로 여겨진다.
필즈상은 캐나다의 수학자 존 찰스 필즈의 유언에 따라, 그의 유산을 기금으로 만들어진 상이다. 흔히 수학 부문에서 최고 권위에 있는 상이라 여겨져 "수학의 노벨상"이라고 불리기도 하지만, 노벨상 위원회와는 관련이 없다. 1936년에 처음 시상되었고, 제2차 세계 대전으로 인하여 14년간 시상이 중단되었다가 1950년부터 다시 시상이 이어졌다. 한편 또 다른 유명한 수학계의 상으로는 2003년부터 노르웨이 왕실이 수여하는 아벨상이 있다.

## 수상 조건
필즈상은 상이 수여되는 해의 1월을 기준으로 40세가 되지 않은 수학자들을 대상으로 4년마다 수여되는데, 이 때문에 뛰어난 업적을 남기고도 필즈상을 수상하지 못한 수학자들도 많다. 대표적으로는 페르마의 마지막 정리를 증명했던 앤드루 와일스가 있다. 이러한 규정은 필즈의 유언에서 비롯된 것인데, 필즈는 그의 유언에서 다음과 같이 밝혔다.
| “ | 상의 수여는 이미 이루어진 업적을 기리면서 동시에 향후 연구를 지속하도록 격려하고 다른 수학자들의 분발을 촉구하는 뜻에서 이루어져야 할 것입니다. | ” |
|   | — 존 찰스 필즈 |   |

이러한 규정(40세 이하, 4명)에도 불구하고, 앤드루 와일스는 업적의 중요성을 인정받아 1998년 45세에 예외적으로 필즈상 특별상을 수상했다.
1990년에는 필즈상 최초로 물리학자인 에드워드 위튼이 필즈상을 수상하였다.
2014년 마리암 미르자하니가 최초 여성 수상자가 되었다.

## 수상자 명단
1936년
| 개최지          | 수상자          | 국적   | 소속기관 (수상 당시)        | 소속기관 (최종)             | 업적 |
| 노르웨이 오슬로 | 라르스 알포르스 | 핀란드 | 헬싱키 대학교, 핀란드       | 하버드 대학교, 미국         | 전체 및 유리형 함수의 역함수의 리만 곡면과 관련된 표면에 대해 연구. 새로운 분석 분야를 연 공로.                |
| 노르웨이 오슬로 | 제시 더글러스   | 미국   | 매사추세츠 공과대학교, 미국 | 시티 칼리지 오브 뉴욕, 미국 | 고정된 경계에 의해 연결되고 결정되는 최소 표면을 찾는 것과 관련된 플라토 문제에 대한 중요한 작업을 수행한 공로 |

1950년
| 개최지          | 수상자          | 국적     | 소속기관 (수상 당시)      | 소속기관 (최종)           | 업적 |
| 미국 케임브리지 | 로랑 슈바르츠   | 프랑스   | 낭시 대학교, 프랑스       | 파리 제 7대학, 프랑스     | 이론물리학의 디랙 델타 함수에 동기를 부여한 일반화된 함수의 새로운 개념인 분포 이론을 개발한 공로                                                                                        |
| 미국 케임브리지 | 아틀레 셀베르그 | 노르웨이 | 프린스턴 고등연구소, 미국 | 프린스턴 고등연구소, 미국 | "비고 브룬의 체 방법의 일반화를 개발. 리만 제타 함수의 0에 대한 주요 결과를 달성. 임의의 산술 수열에서 소수에 대한 일반화와 함께 소수 정리(에르되시 팔과 함께)의 기본 증명을 제공한 공로 |

1954년
| 개최지              | 수상자            | 국적   | 소속기관 (수상 당시)                                              | 소속기관 (최종)          | 업적 |
| 네덜란드 암스테르담 | 고다이라 구니히코 | 일본   | 프린스턴 대학교, 미국 도쿄 대학교, 일본 프린스턴 고등연구소, 미국 | 도쿄 대학교, 일본        | 조화 적분 이론과 켈러 다양체, 특히 대수다양체에 대한 수많은 응용에서 주요한 결과를 얻었음. 그러한 다양체가 호지 다양체라는 것을 층 코호몰로지로 증명한 공로          |
| 네덜란드 암스테르담 | 장피에르 세르     | 프랑스 | 낭시 대학교, 프랑스                                               | 콜라주 드 프랑스, 프랑스 | 구체의 호모토피 군에 대한 주요 결과를 얻었으며, 특히 스펙트럼 열의 방법을 사용했음. 복소 변수 이론의 주요 결과 중 일부를 층(sheaf)의 관점에서 재구성하고 확장한 공로 |

1958년
| 개최지        | 수상자        | 국적   | 소속기관 (수상 당시)         | 소속기관 (최종)            | 업적 |
| 영국 에든버러 | 클라우스 로스 | 영국   | 유니버시티 칼리지 런던, 영국 | 임페리얼 칼리지 런던, 영국 | 수론의 유명한 문제, 즉 투에-시겔 부등식에서 정확한 지수의 결정을 해결한 공로                                                            |
| 영국 에든버러 | 르네 톰       | 프랑스 | 스트라스부르 대학교, 프랑스  | IHÉS, 프랑스               | '코보디즘 (Cobordisme)' 이론 창조. 해당 이론은 창조된 지 몇 년 만에 미분 가능한 다양체의 위상에 대한 가장 날카로운 통찰을 이끌어낸 공로 |

1962년
| 개최지          | 수상자            | 국적   | 소속기관 (수상 당시)    | 소속기관 (최종)         | 업적 |
| 스웨덴 스톡홀름 | 라르스 회르만데르 | 스웨덴 | 스톡홀름 대학교, 스웨덴 | 룬드 대학교, 스웨덴     | 편미분 방정식 연구. 특히 선형 미분 연산자의 일반 이론에 기여. 그 문제는 1900년 회의에서 힐베르트 문제 중 하나로 거슬러 올라감. |
| 스웨덴 스톡홀름 | 존 밀너           | 미국   | 프린스턴 대학교, 미국   | 스토니브룩 대학교, 미국 | 7차원 구체가 여러 가지 다른 미분 구조를 가질 수 있음을 증명. 이로 인해 미분 위상 분야가 탄생.                                  |

1966년
| 개최지        | 수상자              | 국적   | 소속기관 (수상 당시)           | 소속기관 (최종)                 | 업적 |
| 소련 모스크바 | 마이클 아티야       | 영국   | 옥스퍼드 대학교, 영국          | 에든버러 대학교, 영국           | K-이론에서 히르제부르흐와 공동으로 연구. 복합 다양체에 대한 타원 연산자의 지표 정리를 싱어와 공동으로 증명. 보트와 공동으로 '레프셰츠 공식'과 관련된 고정 소수점 정리를 증명한 공로.                                                  |
| 소련 모스크바 | 폴 코언             | 미국   | 스탠포드 대학교, 미국          | 스탠포드 대학교, 미국           | 선택 공리와 일반화된 연속체 가설의 집합 이론에서 독립성을 증명하기 위해 "강제"라는 기법을 사용. 후자의 문제는 1900년 의회의 힐베르트 문제 중 첫 번째 문제.                                                                            |
| 소련 모스크바 | 알렉산더 그로텐디크 | 무국적 | IHÉS, 프랑스                   | 프랑스 국립과학연구센터, 프랑스 | 베유와 자리스키의 연구를 기반으로 구축되었으며 대수 기하학의 근본적인 발전에 영향을 미침. K-이론의 아이디어를 도입. (그로텐디크 그룹 및 대수 사이클)의 아 ‘도호쿠 논문’에서 호몰로지 대수학에 큰 혁명을 일으킴.                       |
| 소련 모스크바 | 스티븐 스메일       | 미국   | 캘리포니아 대학교 버클리, 미국 | 홍콩 성시 대학, 홍콩            | "차원 n≥5에서 일반화된 푸앵카레 추측을 증명한 미분 위상"차원 n≥5에서 일반화된 푸앵카레 추측을 증명한 미분 위상 연구. n차원 구에 해당하는 모든 닫힌 n차원 다양체 호모토피는 동형이며, 이를 해결하기 위해 핸들 바디 방법을 도입한 공로. |

1970년
| 개최지      | 수상자             | 국적 | 소속기관 (수상 당시)       | 소속기관 (최종)                                                                   | 업적 |
| 프랑스 니스 | 엘렌 베이커        | 미국 | 케임브리지 대학교, 영국    | 트리니티 칼리지, 영국                                                             | 겔폰드-슈나이더 정리(힐베르트의 일곱 번째 문제에 대한 해결책)를 일반화했습니다. 이 작업에서 그는 이전에 확인되지 않은 초월적 숫자를 생성했습니다.                                      |
| 프랑스 니스 | 히로나카 헤이스케  | 일본 | 하버드 대학교, 미국        | 교토 대학교, 일본                                                                 | 차원 ≤ 3에 대해 대수적 다양성에 대한 특이점의 해결에 관한 정리를 증명한 자리스키의 일반화 연구. 모든 차원에서 결과를 증명                                                              |
| 프랑스 니스 | 세르게이 노비코프  | 소련 | 모스크바 국립 대학교, 소련 | 스테클로프 수학 연구소, 러시아 모스크바 국립 대학교, 러시아 메릴랜드 대학교, 미국 | 위상수학에서 중요한 발전을 이루었습니다. 가장 잘 알려진 것은 미분 가능 다양체의 폰트랴긴 클래스의 위상 불변성에 대해 증명. 톰 공간의 코호몰로지 및 호모토피에 대한 연구                |
| 프랑스 니스 | 존 그리그스 톰프슨 | 미국 | 케임브리지 대학교, 영국    | 케임브리지 대학교, 영국 플로리다 대학교, 미국                                     | "W. Feit와 공동으로 모든 비주기적 유한 단순 그룹의 순서가 짝수임을 증명. 톰슨이 이 작업을 확장하여 최소 단순 유한 그룹, 즉 적절한 하위 그룹을 풀 수 있는 단순 유한 그룹을 결정한 공로. |

1974년
| 개최지        | 수상자          | 국적     | 소속기관 (수상 당시)  | 소속기관 (최종)           | 업적 |
| 캐나다 밴쿠버 | 엔리코 봄비에리 | 이탈리아 | 피사 대학교, 이탈리아 | 프린스턴 고등연구소, 미국 | 소수, 1가 함수 및 지역 비버바흐 추측, 여러 복소 변수의 함수 이론, 편미분 방정식 및 최소 곡면 이론, 특히 고차원에서 번스타인의 문제 해결에 대한 주요 공헌. |
| 캐나다 밴쿠버 | 데이비드 멈퍼드 | 미국     | 하버드 대학교, 미국   | 브라운 대학교, 미국       | 각각의 점이 특정 유형의 기하학적 대상의 동형류를 매개하는 다양체인, 모듈라이 공간의 존재 및 구조 문제에 기여. 또한 대수 곡면 이론에 몇 가지 중요한 공헌.  |

1978년
| 개최지        | 수상자              | 국적   | 소속기관 (수상 당시)        | 소속기관 (최종)           | 업적 |
| 핀란드 헬싱키 | 피에르 들리뉴       | 벨기에 | IHÉS, 프랑스                | 프린스턴 고등연구소, 미국 | 유한 체에 대한 리만 가설의 일반화에 관한 세 가지 베유 추측의 해를 제공. 대수 기하학과 대수적 정수론을 통합하는 데 많은 기여를 한 공로.                               |
| 핀란드 헬싱키 | 찰스 페퍼먼         | 미국   | 프린스턴 대학교, 미국       | 프린스턴 대학교, 미국     | 고전적(저차원) 결과의 올바른 일반화를 찾아 다차원 복합 분석 연구를 수정한 몇 가지 혁신에 기여                                                                        |
| 핀란드 헬싱키 | 그리고리 마르굴리스 | 소련   | 모스크바 국립 대학교, 소련  | 예일 대학교, 미국         | 리 그룹의 구조에 대한 혁신적인 분석을 제공. 조합론, 미분 기하학, 에르고딕 이론, 역학 시스템 및 라이 그룹에 속함.                                                     |
| 핀란드 헬싱키 | 대니얼 퀼런         | 미국   | 매사추세츠 공과대학교, 미국 | 옥스퍼드 대학교, 영국     | 대수학의 주요 문제, 특히 링 이론과 모듈 이론을 공식화하고 해결하기 위해 기하학적 및 위상학적 방법과 아이디어를 성공적으로 채택한 새로운 도구인 고등 대수 K-이론 설계 |

1982년
| 개최지          | 수상자        | 국적   | 소속기관 (수상 당시)      | 소속기관 (최종)                                                  | 업적 |
| 폴란드 바르샤바 | 알랭 콘       | 프랑스 | IHÉS, 프랑스              | IHÉS, 프랑스 콜레주 드 프랑스, 프랑스 오하이오 주립 대학교, 미국 | 연산자 대수 이론, 특히 유형 III 요인의 일반 분류 및 구조 정리, 초유한 요인의 자기동형 분류, 단사 요인의 분류, C*-대수학 이론을 엽리 및 미분 기하학에 적용하는 데 기여        |
| 폴란드 바르샤바 | 윌리엄 서스턴 | 미국   | 프린스턴 대학교, 미국     | 코넬 대학교, 미국                                                | 2차원과 3차원에서 위상에 대한 혁신적인 연구를 통해 분석, 위상 및 기하학 사이의 상호 작용을 보여줍니다. 닫힌 3-다양체의 매우 큰 부류가 쌍곡선 구조를 갖는다는 아이디어에 기여 |
| 폴란드 바르샤바 | 야우싱퉁      | 무국적 | 프린스턴 고등연구소, 미국 | 하버드 대학교, 미국                                              | 미분 방정식, 대수 기하학의 칼라비 추측, 일반 상대성 이론의 양의 질량 추측, 실수 및 복소수 몽주-암페어 방정식에 기여                                                          |

1986년
| 개최지      | 수상자          | 국적 | 소속기관 (수상 당시)               | 소속기관 (최종)                                    | 업적 |
| 미국 버클리 | 사이먼 도널드슨 | 영국 | 옥스퍼드 대학교, 영국              | 임페리얼 칼리지 런던, 영국 스토니브룩 대학교, 미국 | "4차원 다양체의 위상에 대한 그의 연구, 특히 일반적인 구조와 다른 유클리드 4-공간에 미분 구조가 있음을 보여준 공로 |
| 미국 버클리 | 게르트 팔팅스   | 독일 | 프린스턴 대학교, 미국              | 막스 플랑크 수학 연구소, 독일                      | 산술 대수 기하학의 방법을 사용하여 모르델 추측을 증명                                                             |
| 미국 버클리 | 마이클 프리드먼 | 미국 | 캘리포니아 대학교 샌디에이고, 미국 | 마이크로소프트 스테이션 Q, 미국                    | 4차원 다양체의 위상구조 분석을 위한 새로운 방법을 개발. 4차원 푸앵카레 추측 증명.                                 |

1990년
| 개최지      | 수상자              | 국적     | 소속기관 (수상 당시)           | 소속기관 (최종)                                      | 업적 |
| 일본 교토시 | 블라디미르 드린펠트 | 소련     | 버킨 연구소, 소련              | 시카고 대학교, 미국                                  | 지난 10년 동안 드린펠드의 주요 관심사는 랭글랜즈의 프로그램과 양자 그룹이며, 두 영역 모두에서 드린펠드의 연구는 결정적인 돌파구를 구성했으며 풍부한 연구를 촉발 |
| 일본 교토시 | 본 존스             | 뉴질랜드 | 캘리포니아 대학교 버클리, 미국 | 캘리포니아 대학교 버클리, 미국 밴더빌트 대학교, 미국 | 폰 노이만 대수학과 기하위상 사이의 놀라운 관계를 발견. 3-공간에서 매듭과 연결에 대한 새로운 다항식 불변량을 발견.                                               |
| 일본 교토시 | 모리 시게후미       | 일본     | 교토 대학교, 일본              | 교토 대학교, 일본                                    | 하트손 (Hartshorne)의 추측 증명 및 3차원 대수적 다양성의 분류에 대한 그의 작업                                                                                  |
| 일본 교토시 | 에드워드 위튼       | 미국     | 프린스턴 고등연구소, 미국      | 프린스턴 고등연구소, 미국                            | 1981년 일반 상대성 이론의 양의 에너지 정리 증명 |

1994년
| 개최지        | 수상자              | 국적   | 소속기관 (수상 당시)                             | 소속기관 (최종)                                                  | 업적 |
| 스위스 취리히 | 예핌 젤마노프       | 러시아 | 위스콘신 대학교 매디슨, 미국 시카고 대학교, 미국 | 스테클로프 수학연구소, 러시아 캘리포니아 대학교 샌디에이고, 미국 | 제한된 번사이드 문제에 대한 해결책 제시 |
| 스위스 취리히 | 피에르루이 리옹     | 프랑스 | 파리 도피네 대학교, 프랑스                       | 콜라주 드 프랑스, 프랑스 에콜 폴리테크니크, 프랑스               | 확률 이론에서 편미분 방정식(PDE)에 이르기까지 다양한 영역을 다룸. PDE 영역 내에서 그는 비선형 방정식에서 몇 가지 아름다운 작업을 수행                         |
| 스위스 취리히 | 장 부르갱           | 벨기에 | IHÉS, 프랑스                                     | 프린스턴 고등연구소, 미국                                        | Banach 공간의 기하학, 고차원의 볼록성, 조화 분석, 에르고딕 이론, 마지막으로 수리 물리학의 비선형 편미분 방정식과 같은 수학적 분석의 몇 가지 중심 주제를 다룸. |
| 스위스 취리히 | 장크리스토프 요코즈 | 프랑스 | 파리 제 11 대학, 프랑스                          | 콜라주 드 프랑스, 프랑스                                         | C∞ 접합 불변량의 완전한 시스템을 증명 |

1998년
| 개최지      | 수상자               | 국적   | 소속기관 (수상 당시)                                   | 소속기관 (최종)                  | 업적 |
| 독일 베를린 | 리처드 보처즈        | 영국   | 캘리포니아 대학교 버클리, 미국 케임브리지 대학교, 영국 | 캘리포니아 대학교 버클리, 미국   | 대수학, 자동 형태 이론, 수리 물리학(꼭짓점 대수 및 Borcherds의 거짓말 대수 도입 포함), Conway-Norton 밀주 추측 증명 및 새로운 종류의 자동 무한 곱 발견 등의 공로                       |
| 독일 베를린 | 윌리엄 티머시 가워스 | 영국   | 케임브리지 대학교, 영국                                | 케임브리지 대학교, 영국          | 기능 분석 및 조합론에 대한 그의 공헌을 위해 Banach의 두 가지 문제에 대한 솔루션과 소위 Gowers의 이분법 발견을 포함하여 무한 차원 기하학의 새로운 비전을 개발                           |
| 독일 베를린 | 막심 콘체비치        | 러시아 | IHÉS, 프랑스 럿거스 대학교, 미국                       | IHÉS, 프랑스 럿거스 대학교, 미국 | 안정적인 곡선의 계수 공간에서 Witten의 교차 수 추측 증명, 매듭의 보편적인 Vassiliev 불변량 구성, 푸아송 다양체의 형식적 양자화를 포함하여 대수 기하학, 위상 및 수학 물리학에 대한 공헌 |
| 독일 베를린 | 커티스 맥멀런        | 미국   | 하버드 대학교, 미국                                    | 하버드 대학교, 미국              | Teichmüller 공간의 경계에 있는 커스프 점의 밀도에 대한 Bers의 추측 증명과 Kra의 세타 함수 추측을 포함하여 정형 동역학 및 3-다양체의 기하학 이론에 대한 공헌.                           |

2002년
| 개최지                  | 수상자                | 국적   | 소속기관 (수상 당시)      | 소속기관 (최종)           | 업적 |
| 중화인민공화국 베이징시 | 로랑 라포르그         | 프랑스 | IHÉS, 프랑스              | IHÉS, 프랑스              | Laurent Lafforgue는 양수 특성의 함수 필드에 대한 전체 선형 그룹 GLr(r≥1)에 대한 Langlands 대응 증명 |
| 중화인민공화국 베이징시 | 블라디미르 보예보츠키 | 러시아 | 프린스턴 고등연구소, 미국 | 프린스턴 고등연구소, 미국 | 그는 모티빅 코호몰로지(motivic cohomology)와 A1-호모토피 이론(A1-homotopy theory)을 정의하고 개발했으며, 대수적 다양성에 대한 많은 새로운 코호몰로지 이론을 설명하기 위한 프레임워크를 제공했습니다. 그는 체의 K-이론에 대한 Milnor 추측을 증명 |

2006년
| 개최지          | 수상자            | 국적           | 소속기관 (수상 당시)                 | 소속기관 (최종)                                      | 업적                                                                               |
| 스페인 마드리드 | 안드리오 오쿤코프 | 러시아         | 프린스턴 대학교, 미국                | 컬럼비아 대학교, 미국 캘리포니아 대학교 버클리, 미국 | 확률, 표현 이론 및 대수 기하학을 연결하는 데 기여                                  |
| 스페인 마드리드 | 그리고리 페렐만   | 러시아         | 없음                                 | 샹트페테르부르크 수학연구소, 러시아                  | 기하학에 대한 공헌과 Ricci 흐름의 분석 및 기하학적 구조에 대한 혁신적인 통찰       |
| 스페인 마드리드 | 테렌스 타오       | 오스트레일리아 | 캘리포니아 대학교 로스앤젤레스, 미국 | 캘리포니아 대학교 로스앤젤레스, 미국                 | 편미분 방정식, 조합론, 조화 분석 및 덧셈 이론에 대한 그의 공헌                     |
| 스페인 마드리드 | 벤델린 베러너     | 프랑스         | 파리 제 11대학, 프랑스               | 취리히 연방 공과대학교, 스위스                       | 확률론적 로우너 진화, 2차원 브라운 운동의 기하학, 등각장 이론의 발전에 기여한 공로 |

2010년
| 개최지            | 수상자                  | 국적          | 소속기관 (수상 당시)                                   | 소속기관 (최종)                                            | 업적                                                                         |
| 인도 하이데라바드 | 스타니슬라프 스미르노프 | 러시아        | 제네바 대학교, 스위스                                  | 제네바 대학교, 스위스 국립 상트페테르부르크 대학교, 러시아 | 통계 물리학에서 퍼콜레이션의 등각 불변성과 평면 이싱 모델의 증명             |
| 인도 하이데라바드 | 엘론 린덴스트라우스     | 이스라엘      | 예루살렘 히브리 대학교, 이스라엘 프린스턴 대학교, 미국 | 예루살렘 히브리 대학교, 이스라엘                           | 에르고딕 이론의 측정 경직성에 대한 그의 결과와 정수 이론에 대한 적용.        |
| 인도 하이데라바드 | 응오바오쩌우            | 프랑스 베트남 | 파리 제 11대학, 프랑스 프린스턴 고등연구소, 미국       | 시카고 대학교, 미국 프린스턴 고등연구소, 미국              | 새로운 대수-기하학적 방법의 도입을 통한 자동 형태 이론의 기본 보조정리 증명. |
| 인도 하이데라바드 | 세드리크 빌라니         | 프랑스        | ENSL, 프랑스 앙리 푸앵카레 연구소, 프랑스              | 리옹 대학교, 프랑스 앙리 푸앵카레 연구소, 프랑스           | 볼츠만 방정식의 비선형 란다우 감쇠 및 평형으로의 수렴에 대한 증명            |

2014년
| 개최지              | 수상자            | 국적          | 소속기관 (수상 당시)                                               | 소속기관 (최종)                    | 업적 |
| 대한민국 서울특별시 | 아르투르 아빌라   | 브라질 프랑스 | 파리 제 7대학, 프랑스 프랑스 국립과학연구센터, 프랑스 IMPA, 브라질 | 취리히 대학교, 스위스 IMPA, 브라질 | 재정규화(renormalization)라는 강력한 아이디어를 통합 원리로 사용하여 이 분야의 양상을 바꾼 역학 시스템 이론에 심대한 공헌 |
| 대한민국 서울특별시 | 만줄 바르가바     | 캐나다 미국   | 프린스턴 대학교, 미국                                              | 프린스턴 대학교, 미국              | 숫자 기하학에서 강력한 새 방법을 개발하여 작은 등급의 고리를 세고 타원 곡선의 평균 등급을 제한하는 데 적용                |
| 대한민국 서울특별시 | 마르틴 하이러     | 오스트리아    | 워릭 대학교, 영국                                                  | 임페리얼 칼리지 런던, 영국         | 확률론적 편미분 방정식 이론에 대한 뛰어난 공헌, 특히 그러한 방정식에 대한 규칙성 구조 이론의 생성에 기여                  |
| 대한민국 서울특별시 | 마리암 미르자하니 | 이란          | 스탠포드 대학교, 미국                                              | 스탠포드 대학교, 미국              | 리만 곡면과 모듈라이 공간의 동역학 및 기하학에 대한 뛰어난 공헌                                                           |

2018년
| 개최지                | 수상자          | 국적           | 소속기관 (수상 당시)           | 소속기관 (최종)                | 업적 |
| 브라질 리우데자네이루 | 코체르 비르카르 | 영국 이란      | 케임브리지 대학교, 영국        | 케임브리지 대학교, 영국        | 파노 다양체의 유계성의 증명과 극소 모형 프로그램에의 기여                                                               |
| 브라질 리우데자네이루 | 알레시오 피갈리 | 이탈리아       | 취리히 연방 공과대학교, 스위스 | 취리히 연방 공과대학교, 스위스 | 최적 운송 이론에의 기여와 편미분방정식, 계량기하학, 확률론에의 응용                                                     |
| 브라질 리우데자네이루 | 페터 숄체       | 독일           | 본 대학교, 독일                | 본 대학교, 독일                | 퍼펙토이드 공간의 도입과 갈루아 표현에의 응용을 통한 p진수체 산술대수기하학의 변형과 새로운 코호몰로지 이론의 개발.     |
| 브라질 리우데자네이루 | 악샤이 벵카테시 | 오스트레일리아 | 스탠포드 대학교, 미국          | 프린스턴 고등연구소, 미국      | 해석적 수론, homogeneous dynamics, 위상수학과 표현론을 통합하여 산술적 대상의 균등분포와 같은 분야의 오랜 문제를 해결.” |

2022년
| 개최지        | 수상자            | 국적          | 소속기관 (수상 당시)               | 소속기관 (최종)                    | 업적 |
| 핀란드 헬싱키 | 위고 뒤미닐코팽   | 프랑스        | IHÉS, 프랑스 제네바 대학교, 스위스 | IHÉS, 프랑스 제네바 대학교, 스위스 | 통계역학에서 상전이에 대한 확률론의 오랜 문제를 특히 3차원과 4차원에서 해결. |
| 핀란드 헬싱키 | 허준이            | 미국 대한민국 | 프린스턴 대학교, 미국              | 프린스턴 대학교, 미국              | 호지 이론의 아이디어를 조합론으로 끌어옴, 기하적 격자에서 Dowling-Wilson 추측의 증명, 매트로이드에서 Heron-Rota-Welsh 추측의 증명, Lorentzian 다항식 이론의 개발, 강한 Mason 추측의 증명 |
| 핀란드 헬싱키 | 제임스 메이나드   | 영국          | 옥스퍼드 대학교, 영국              | 옥스퍼드 대학교, 영국              | 소수의 구조에 대한 이해와 디오판토스 근사 분야에서 많은 발전을 이끌어낸 해석적 수론에 대한 기여                                                                                          |
| 핀란드 헬싱키 | 마리나 뱌조우스카 | 우크라이나    | 로잔 연방 공과대학교, 스위스       | 로잔 연방 공과대학교, 스위스       | E8 격자가 8차원에서 가장 조밀하게 구를 채우는 방법이라는 것을 증명, 관련된 극단 문제와 푸리에 해석의 보간법 문제에 대한 기여                                                             |

## 역대 수상국가
수상 시 국적 기준. 이중국적은 각 나라에 1개 국기는 현재의 것 (2022년 7월 현재)
| 국가                                                                              | 수상자 |
| --------------------------------------------------------------------------------- | ------ |
| 미국                                                                              | 14     |
| 프랑스                                                                            | 13     |
| 러시아                                                                            | 9      |
| 영국                                                                              | 9      |
| 일본                                                                              | 3      |
| 벨기에 독일 이탈리아 오스트레일리아 이란 우크라이나                               | 2      |
| 브라질 캐나다 핀란드 이스라엘 대한민국 노르웨이 뉴질랜드 스웨덴 베트남 오스트리아 | 1      |

## 같이 보기
- 존 찰스 필즈
- 아벨상